# Hans Peter Minderhoud
Hans Peter Minderhoud, né le 7 octobre 1973 à Westkapelle, est un cavalier de dressage néerlandais.
Il dispute les Jeux olympiques d'été de 2008, remportant une médaille d'argent en dressage par équipe.
Il remporte la coupe du monde de dressage 2015-2016 lors de la finale à Göteborg (Suède).

## Vie privée
Il est en couple avec le cavalier Edward Gal,,,.